# Anton Wilhelm Frestadius
Anton Wilhelm Frestadius, född 2 mars 1801 i Stockholm, död där 3 augusti 1867, var en svensk industriidkare och filantrop. Mellan 1834 och 1854 ägde han Tollare gård i nuvarande Nacka kommun.

## Biografi
Frestadius grundade 1821 ett kommissions- och expeditionskontor vid Stockholms järnvåg för handel med järnvaror och blev småningom förläggare åt ett stort antal järnbruk i Norrland. Under sina sista år ägde han även Bergsunds Mekaniska Verkstad som utvecklade under patriarkala former och han inrättade en sjuk- och begravingskassa för de anställda. 
Frestadius hade blick för nymodigheter i tiden och bidrog bland annat till inrättandet av försäkringsaktiebolaget Skandia, Ränte- och kapitalförsäkringsanstalten, Gaslysningsaktiebolaget och han var direktionsledamot i Stockholms stads sparbank, där han även var kassaförvaltare. 
Frestadius var mycket intresserad av välgörenhetsarbete och organiserade bland annat en insamling med hjälpexpeditioner till Finland under hungersnöden 1863.